# Pekáry István
Pekáry István (Budapest, 1905. február 1. – Budapest, 1981. augusztus 25.) festő, grafikus, textiltervező.

## Életpályája

A Dál kisasszonyok násza, Palatinus Strandfürdő bejáratánál. Pekáry István grafikus alkotása (baloldala)

A Dál kisasszonyok násza, Palatinus Strandfürdő bejáratánál. Pekáry István grafikus alkotása (jobboldala)

Tanulmányait a Magyar Képzőművészeti Főiskolán végezte, majd az 1940-es években állami ösztöndíjjal több éven keresztül Rómában élt. A Novecento stílusa nem hatott rá, főiskolai mesterétől is csupán a magyaros témák kedvelését vette át. 1936-ban megalakította a budai szövőműhelyt, ahol népművészeti ihletésű gobelinjei készültek. Jellegzetes egyéni stílust teremtett népművészeti előképek felhasználásával, mely ugyan rokonságban áll a naiv művészettel, de színhasználatában, festék- és ecsetkezelésében, kompozíciós megoldásaiban, képszerkesztésében professzionális. Elbeszélő képei meseszerűek, textiljei főként a magyar népmeséket és legendákat ábrázolják. A második világháború előtt három ízben szerepeltek képei a velencei biennálén. Számos színházi és operaprodukcióhoz tervezett díszlet- és kosztümterveket Magyarországon és külföldön 1933–1962 között (Fővárosi Színház; Nemzeti Színház; Schiller Theater, Berlin; Teatro dell'Opera, Róma; Staatsoper, Bécs). Mestere Rudnay Gyula volt. 1961-ben is több hónapot Olaszországban töltött.

## Egyéni kiállításai
- 1931, 1932, 1933 • Tamás Galéria, Budapest
- 1942 • Alkotás Művészház, Budapest
- 1961 • G. Viotti, Torino • Ernst Múzeum, Budapest
- 1965 • G. Viotti, Torino
- 1966 • G. Semiha Huber, Zürich (kat.)
- 1967 • G. Viotti, Torino
- 1968 • G. Arno, Firenze
- 1971 • Galerie Semiha Huber, Zürich • G. Arno, Firenze
- 1973 • Gekkoso Galéria, Tokió
- 1975 • Ernst Múzeum, Budapest • Bakony Múzeum, Veszprém.

## Gobelinek
- Alba Regia (1937, Székesfehérvár, Városháza)[2]
- Szent István (1938, Szeged).[3]
- Noé bárkája (1942, Budapest)
- Szüret (1952, Budapest, Művelődésügyi Minisztérium)
- Népművészet (Magyarország népművészete) (1954, Dunaújváros)[4]
- Magyarország (1955, Külügyminisztérium)
- Kisfaludy (1956, Budapest, Szőlészeti Kutatóintézet)
- Falu (1959, Budapest, MTA).

## Válogatott csoportos kiállítások
- 1932, 1938, 1942 • XVIII., XXI., XXIII. velencei biennále, Velence
- 1967 • Magyar festők Itáliában, Magyar Nemzeti Galéria, Budapest
- 1973, 1974 • Magyar művészek, Szapporo (Japán).

## Köztéri művei
- freskó (A meotiszi monda − alternatív cím: A csodaszarvas, 1937, Budapest, Palatinus fürdő, a II. világháborúban elpusztult) 2017. októberi felavatással rekonstruálták.[5]
- mozaik (Felvidék visszatérése, 1939. Mozaik. Gádor Istvánnal. Budapest, VII. Károly körút, 13–15.)[6]
- freskó (1941, Róma, Villa Caprioni)
- freskó (1946, Budapest-Újpest, Magyar Pamutipar Munkásszállója)
- mozaik (metlachi, 1955, Budapest, Albertfalvai lakótelep)
- festett kerámia – Bakony (festett csempe, Budapest, Mezőgazdasági Múzeum, 1998-ban áthelyezve: Gödöllő, Szent István Egyetem)[7]
- festett kerámia – Hortobágy (festett csempe, Budapest, Mezőgazdasági Múzeum, 1998-ban áthelyezve: Gödöllő, Szent István Egyetem)[8]
- sgraffittó (1958, A győri vár- Győr, Vasútállomás)

## Díjak, elismerések
- 1930: Szinyei Merse Pál Társaság, dicsérő oklevél
- 1931: Szinyei Merse Pál Társaság, kitüntető oklevél
- 1932: Szinyei Merse Pál Társaság, Nemes Marcell-díj
- 1934: Triennálé, Milánó, ezüstérem
- 1937: Triennálé, Milánó; Világkiállítás, Párizs, ezüstérem és Diplôme d'Honneur
- 1939-1941: Budapest Székesfőváros római ösztöndíja
- 1940: Triennálé, Milánó, Gran Premio
- 1956: Munkácsy Mihály-díj